# Distocambarus devexus
Distocambarus devexus är en kräftdjursart som först beskrevs av Hobbs 1981.  Distocambarus devexus ingår i släktet Distocambarus och familjen Cambaridae. IUCN kategoriserar arten globalt som otillräckligt studerad. Inga underarter finns listade i Catalogue of Life.